# Maison natale de Stevan Sremac
La maison natale de Stevan Sremac (en serbe cyrillique : Родна кућа Стевана Сремца ; en serbe latin : Rodna kuća Stevana Sremca) est située à Senta, dans la province de Voïvodine et dans le district du Banat septentrional, en Serbie. Elle est inscrite sur la liste des monuments culturels de grande importance de la république de Serbie (identifiant no SK 1235).

## Présentation
La maison, de style éclectique, a pris son apparence actuelle au tournant des XIXe et XXe siècles. Elle s'inscrit dans un plan en forme de « L » et dispose sur la rue d'un vaste portail d'entrée en bois à caissons. La façade, recouverte de plâtre, est rythmée par des stries verticales et rayonnantes tandis que les trois fenêtres sur rue, toutes à droite du portail, sont surmontées par un décor plastique avec des motifs floraux et zoomorphes ; au-dessus de chaque ouverture se trouve un médaillon portant les initiales du propriétaire. Sous le toit court une corniche elle aussi dotée d'éléments décoratifs moulurés.

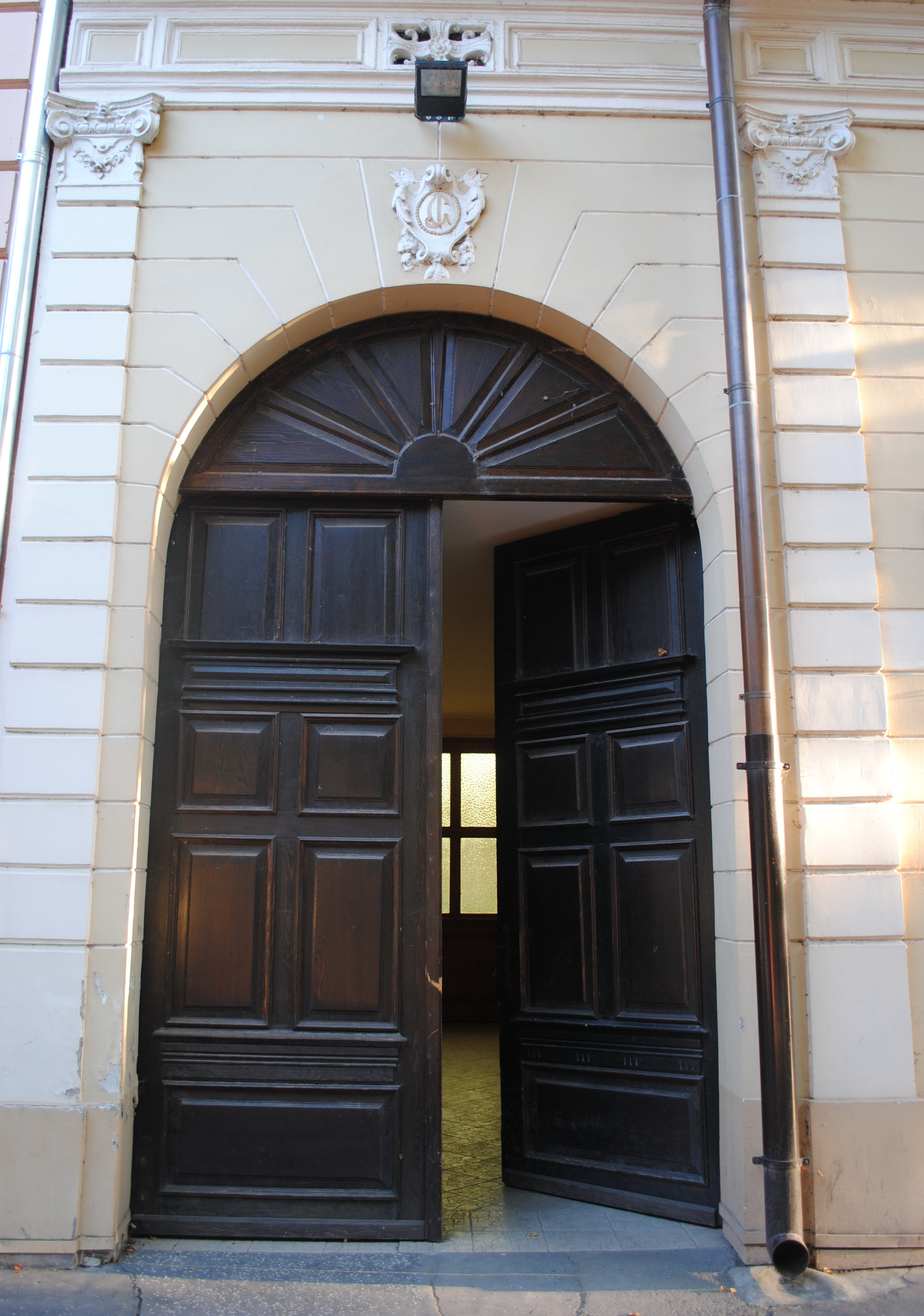
Le portail d'entrée de la maison
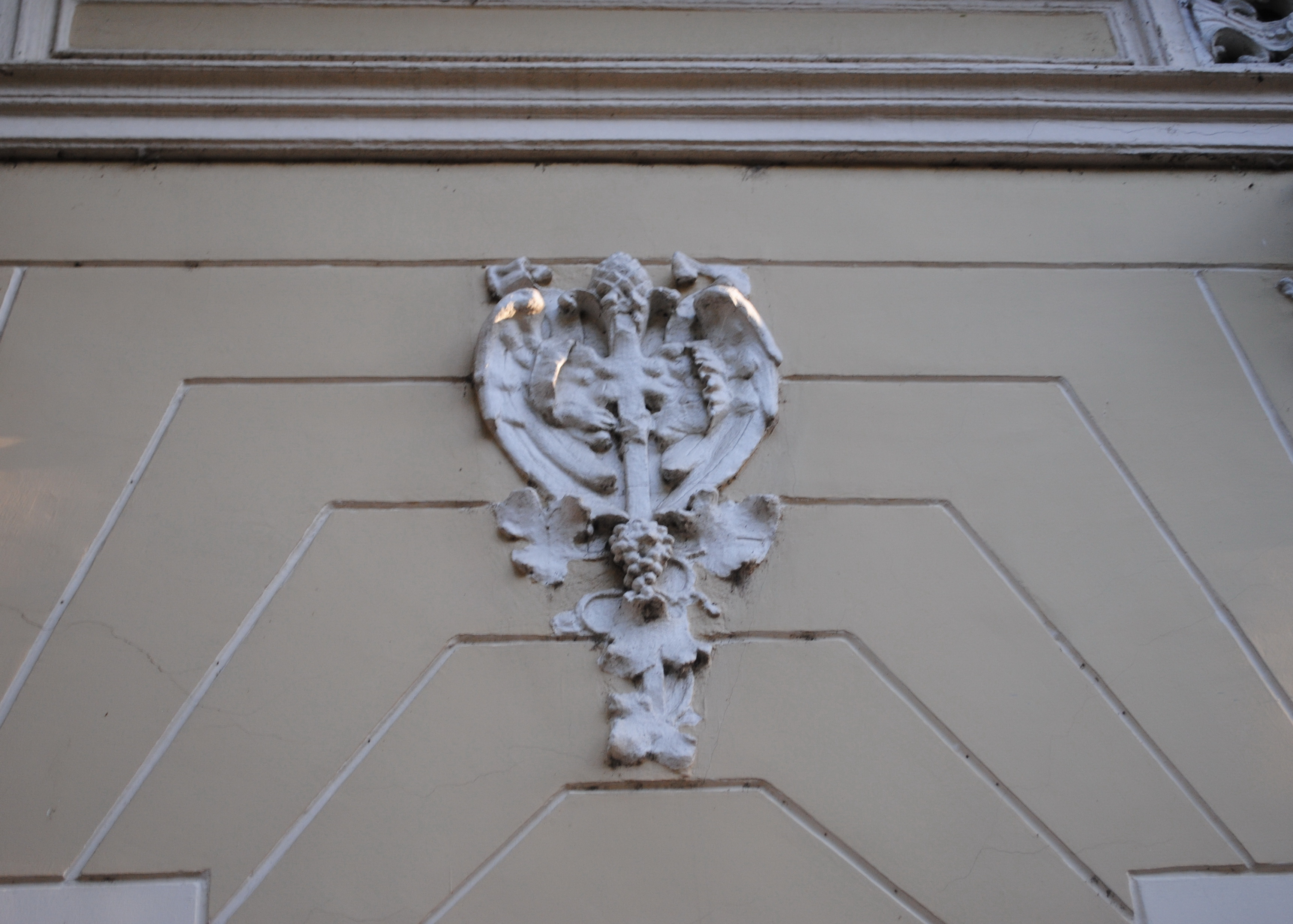
Élément de décoration au-dessus d'une fenêtre

## Stevan Sremac et la fondation Stevan Sremac

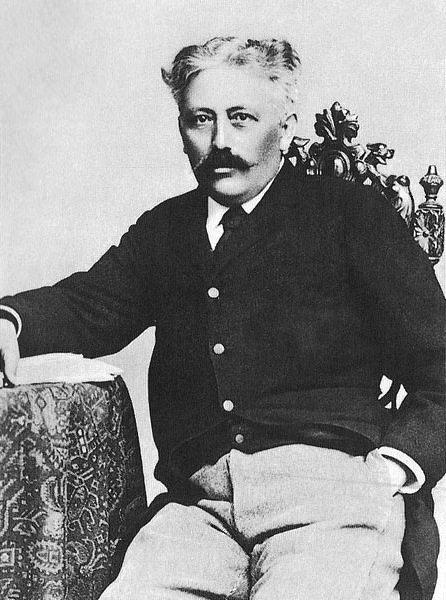
Stevan Sremac vers 1900

L'écrivain et académicien Stevan Sremac est né dans cette maison en 1855, située au no 4 de la rue de Senta qui porte aujourd'hui son nom ; il y a vécu jusqu'à la mort de ses parents en 1866. Inspiré par la société patriarcale de la Serbie de la fin du XIXe siècle, cet écrivain, romancier et nouvelliste, a laissé des œuvres humoristiques très connues comme Ivkova slava, Pop Ćira i pop Spira, Vukadin et Zona Zamfirova, souvent adaptées pour le théâtre ou pour la télévision.
La fondation Stevan Sremac, quant à elle, a été créée en 2005 pour le 150e anniversaire de la naissance de l'écrivain. Sa maison natale a alors été rachetée et restaurée. Elle abrite aujourd'hui une centaine d'objets liés à l'auteur : livres, manuscrits, photographie et médailles. On y trouve une sérigraphie d'Aleksandar Deroko intitulée Stevan Sremac dans la cuisine de ma mère, ainsi qu'une exposition permanente sur la vie et sur l'œuvre de Sremac.